# Rochebrune (Drôme)
Rochebrune é uma comuna francesa na região administrativa de Auvérnia-Ródano-Alpes, no departamento de Drôme. Estende-se por uma área de 16,15 km². Em 2010 a comuna tinha 58 habitantes (densidade: 3,6 hab./km²).